# Marqués de la Valdavia (métro de Madrid)
Marqués de la Valdavia est une station de la ligne 10 du métro de Madrid. Elle est située sous le parc de Catalogne, à Alcobendas, dans la communauté de Madrid.

## Situation sur le réseau
Établie en souterrain, la station Marqués de la Valdavia est située sur la ligne 10 du métro de Madrid, entre Manuel de Falla et La Moraleja.

## Histoire
La station ouvre au service commercial le 26 avril 2007, à l'occasion du prolongement de la ligne 10 du métro vers San Sebastián de los Reyes.